# Berty László
Berty László vagy Berti László (Budapest, 1875. június 24. – Budapest, 1952. június 23.) olimpiai bajnok magyar vívó, edző. 

## Sportpályafutása
A Magyar AC vívójaként sportolt. Kard- és tőrvívásban egyaránt versenyzett, mindkét szakágban ért el nemzetközi szintű eredményeket. Az 1912. évi nyári olimpiai játékokon a Fuchs Jenő, Berty László, Mészáros Ervin, Földes Dezső, Gerde Oszkár, Schenker Zoltán, Tóth Péter és Werkner Lajos összeállítású magyar kardcsapattal olimpiai bajnoki címet szerzett.  A magyar csapat tagjaként az 1924. évi olimpián egy ezüst- és egy bronzérmet is szerzett, egyéni versenyszámban azonban nem sikerült érmet szereznie.
Visszavonulása után a Testnevelési Főiskolán a vívás tanára, egyúttal a BSE (Budapest Sport Egyesület), majd a Rendőrtiszti Atlétikai Club vívómestere és a Magyar Vívómester Vizsgáztató Bizottság elnöke lett.
Sírhelye az Új köztemetőben volt, de felszámolták azt. Jelképes síremléke a Farkasréti temetőben található.

### Sporteredményei
- kardvívásban:
  - olimpiai bajnok (csapat: 1912)
  - olimpiai 2. helyezett (csapat: 1924)
  - magyar bajnok (csapat: 1926)
- tőrvívásban:
  - olimpiai 3. helyezett (csapat: 1924)
  - olimpiai 4. helyezett (egyéni: 1912)
  - Európa-bajnoki (nem hivatalos világbajnoki) 2. helyezett (egyéni: 1926)